# 野嵩
野嵩（のだけ）は、沖縄県宜野湾市の地名。郵便番号は901-2203。

## 地理
宜野湾市北東部に位置する。普天間・新城・安仁屋、北中城村安谷屋・石平・北谷町北前と隣接する。
宜野湾市役所や宜野湾市消防本部などの行政施設が立地し、西部の字野嵩には普天間飛行場が立地している。

## 歴史
もともと野嵩(宜野湾村字野嵩)は中城間切の普天間村であり、現在の普天間(宜野湾市普天間)もまた普天間村と呼んでいた。後年にはそれらの混同を避けるために字普天間を普天間権現(普天満宮)の所在地として寺普天間、字野嵩を前普天間と称した。野嵩は尚敬王の代から世子妃の領邑とされ、世子妃は野嵩按司加那志と号した。
戦前の野嵩村は現在の野嵩2-3丁目に位置しており、戦後には米軍に接収され普天間飛行場が建設された土地は主に耕作地である。
1977年(昭和57)に普天間飛行場の一部用地が返還され、返還された土地を中心として1980年(昭和60)に宜野湾市役所が、1981年(昭和61)に消防本部が普天間から移転した。現在は水道局や市民会館などが位置し宜野湾市の行政的中心として機能している。

### 沿革
- 1671年　宜野湾間切の新設に伴い、中城間切から編入される[8]。
- 1904年　町村制の施行により宜野湾間切が宜野湾村となり、野嵩は宜野湾村内の字となる。
- 1980年　市役所が普天間から移転する。

## 施設

### 野嵩1丁目
- 宜野湾市役所
- 宜野湾市民会館
- マイナンバーカードセンター

### 野嵩2丁目
- イーヌモー御嶽

### 野嵩3丁目
- のだけ公園
- 野嵩スティバナビタ石畳道
- 若竹保育園
- カトリック普天間教会

### 野嵩4丁目
- ひがし児童公園
- ゆうわ認定こども園

### 字野嵩
- 普天間飛行場
- 宜野湾市消防本部
- 宜野湾市上下水道局
- JAおきなわ宜野湾支店
- 宜野湾警察署野嵩交番

## 交通

### 道路
- 国道330号
- 沖縄県道29号那覇北中城線
- 沖縄県道35号線

### バス路線
殆どのバス路線が国道330線沿いに分布し、一部路線が中城村方面へつながっている。
野嵩・宜野湾市役所前
- 21番 新都心具志川線（琉球バス交通）
- 24番 那覇大謝名線（琉球バス交通）
- 25番 那覇普天間線（那覇バス） - 一部便は普天間発着
- 27番 屋慶名（大謝名）線（沖縄バス）
- 52番 与勝線（沖縄バス）
- 61番 前原線（沖縄バス）
- 80番 与那城線（沖縄バス）
- 88番 宜野湾線(琉球バス交通)
- 90番 知花（バイパス）線（琉球バス交通）
- 92番 那覇イオンモール線（沖縄バス）
- 110番 長田具志川線（琉球バス交通）
- 125番 普天間空港線（那覇バス）
- 190番 知花空港線(琉球バス交通)
- 227番 屋慶名おもろまち線（沖縄バス）
- リムジンバス那覇空港線

野嵩1丁目
- 125番 普天間空港線（那覇バス）
- 護佐丸バス伊集普天間線

野嵩2丁目
- 125番 普天間空港線（那覇バス）